# Вернер, Игорь Евгеньевич
Игорь Евгеньевич Вернер (укр. Ігор Євгенович Вернер); род. 29 апреля 1970, Первома́йск, Николаевская область) — украинский статистик, председатель Государственной службы статистики Украины, член Совета руководителей статистических служб государств-участников Содружества Независимых Государств. Кандидат технических наук.

## Биография
В 1992 окончил Харьковское высшее военное командно-инженерное училище ракетных войск по специальности «Математическое обеспечение автоматизированных систем управления» с присвоением квалификации инженера-математика, в 2001 окончил Национальную академию обороны Украины по специальности «Организация боевого и оперативного обеспечения войск» с присвоением квалификации офицера военного управления оперативно-тактического уровня. В 2005 защитил диссертацию на соискание ученой степени кандидата технических наук.

## Трудовая деятельность
С августа 1987 служит в советской, затем украинской армиях. С сентября 2007 возглавлял кафедру применения информационных технологий и информационной безопасности Национального университета обороны Украины. С ноября 2009 до декабря 2011 заместитель директора департамента информатизации, начальник отдела информационных технологий, затем до мая 2014 заместитель директора департамента информационных технологий, после чего начальник Главного управления региональной статистики, а с декабря 2016 председатель Государственной службы статистики Украины.

### Звания
- подполковник.

## Награды
Награждён поощрительным отличием Министерства обороны Украины «Знак почёта», почётной грамотой Государственной службы статистики Украины, отмечен благодарностью премьер-министра Украины.